# Kiko Freitas
Leonardo Francisco de Castro Freitas, conhecido profissionalmente como Kiko Freitas (Porto Alegre, 16 de agosto de 1969) é um baterista brasileiro, filho do também músico Telmo de Lima Freitas e da poetisa Beatriz de Castro.
Faz parte do grupo Nosso Trio, com Ney Conceição e Nelson Faria. Kiko Freitas nasceu em uma família de poetas e músicos. É músico profissional desde 1987 e toca desde 1999 com João Bosco.
Trabalhou ao lado de grandes artistas como Michel Legrand, João Bosco. Toninho Horta, Milton Nascimento, Ivan Lins, Francis Hime, Nico Assumpção, Gonzalo Rubalcaba, Lee Ritenour, John Patitucci, John Beasley, Thomas Törnheden, Peter Knudsen, Leila Pinheiro, Fátima Guedes, David Goldblatt, Lars Janson, Jeff Andrews, Frank Gambale, Jeff Richman, Hubert Laws, Alon Yavnai, Vitor Ramil, John Leftwich, Wolf Kerschek, Daniel Santiago, Ricardo Silveira, NDR Big Band, Vladyslav Sendecki, Nils Landgren, Paula Santoro, Chico Pinheiro, Hamilton de Holanda, Frank Solari, Paulo Dorfman, Paulo Russo, Rafael Vernet, entre muitos outros.
Lecionou como professor convidado na Stockholm Royal Academy (Suécia), Conservatorium Von Amsterdam (Holanda), University of Rotherdam (Holanda), University of Göteborg (Suécia), Malmö University (Suécia), University of Örebro (Suécia), Columbus University (EUA), Hamburg School of Music (Alemanha), Hochschule Für Musik und Theater - Hamburg (Germany), California Jazz Conservatory (EUA), Escola de Música de Brasília, entre muitas outras instituições. Participou de diversos festivais internacionais de jazz como: Schleswig-Holstein-Musik-Festival 2008, Salzau Jazz Festival, Montreaux Jazz Festival, Montreal Jazz Festival, Eldena Jazz Festival, Jazz Baltica, Internacionales Jazz Festival Bingen Swingt, Hamburg Jazz Open, Festival Internacional de Jazz de Granada, Ludwigshafen Enjoy Jazz, Jazz Classics Basel, Jazz Fest Sarajevo, Las Palmas Rrincón Jazz, Madrid Jazz Festival, Gijón Festival, All Blues Jazz Recitals, Istanbul Caz Jazz Festival, Kaunas Jazz Festival, Musiques Sur L'ile, Jazz Stars in Krakow, Skopje Jazz Festival, Toulouse Jazz Sur Son, San Javier 2018.
Foi eleito melhor baterista na categoria WORLD, no Readers Pool da revista norte americana Modern Drummer em 2019.
Foi eleito pela revista norte americana Modern Drummer 2019 - Best Drummer in World Music.

## Discografia
| Ano  | Obra                                                                                        | Ref.  |
| ---- | ------------------------------------------------------------------------------------------- | ----- |
| 1990 | Ingênuos malditos - Tambo do Bando - Participação no LP.                                    | [ 3 ] |
| 1991 | Elton Saldanha                                                                              | [ 3 ] |
| 1991 | Marcelo Corsetti - Participação no LP.                                                      | [ 3 ] |
| 1992 | Zelso - Participação                                                                        | [ 3 ] |
| 1993 | Elizah e Guinha                                                                             | [ 3 ] |
| 1993 | Mistério - Rubens Santos                                                                    | [ 3 ] |
| 1993 | Elton Saldanha                                                                              | [ 3 ] |
| 1993 | Luiz Carlos Borges                                                                          | [ 3 ] |
| 1993 | Tangos e Tragédias                                                                          | [ 3 ] |
| 1993 | Nosso Segredo - Sérgio Rojas                                                                | [ 3 ] |
| 1993 | Renato Borghetti                                                                            | [ 3 ] |
| 1993 | Frank Solari - Frank Solari                                                                 | [ 3 ] |
| 1994 | DDD - Marcelo Corsetti                                                                      | [ 3 ] |
| 1994 | Off Road - James Liberato                                                                   | [ 3 ] |
| 1994 | Teatro do Circo Solar - Hique Gomes                                                         | [ 3 ] |
| 1995 | Milonga do Pendular Encontro - Pery Souza                                                   | [ 3 ] |
| 1995 | Ernesto Fagundes                                                                            | [ 3 ] |
| 1995 | Accordionist - Renato Borghetti                                                             | [ 3 ] |
| 1996 | 1º Festival de Música Instrumental do Rio Grande do Sul                                     | [ 3 ] |
| 1996 | Três – ao vivo - Marcelo Corsetti                                                           | [ 3 ] |
| 1996 | Julio Herrlein Quarteto - Julio Herrlein, Kiko Freitas, Ricardo Baumgarten e Michel Dorfman | [ 3 ] |
| 1997 | Cristiana Pretto                                                                            | [ 3 ] |
| 1997 | Claudia Dulth                                                                               | [ 3 ] |
| 1997 | Space Trio - Paulinho Lêmos, Kiko Freitas e Ricardo Baumgarten                              | [ 3 ] |
| 1998 | Primeira impressão - Pedrinho Figueiredo                                                    | [ 3 ] |
| 1998 | Armazém - Paulo Gaiger                                                                      | [ 3 ] |
| 1998 | Jeronimo Jardim                                                                             | [ 3 ] |
| 1998 | Swing brasileiro - Jorginho do Trompete                                                     | [ 3 ] |
| 1998 | Compromisso - Fábio Júnior                                                                  | [ 3 ] |
| 1998 | Gauderiando - Renato Borghetti                                                              | [ 3 ] |
| 1998 | Um Círculo Mágico - Frank Solari                                                            | [ 3 ] |
| 1999 | Na Esquina ao vivo - João Bosco                                                             | [ 3 ] |
| 1999 | Celebrating Chico Buarque de Hollanda - Edsel Gomes                                         | [ 3 ] |
| 1999 | Chico Buarque Songbook Vol. 1 - Vários artistas                                             | [ 3 ] |
| 2000 | Tunai                                                                                       | [ 3 ] |
| 2000 | Denise Gonzaga                                                                              | [ 3 ] |
| 2000 | Tocando Victor Assis Brasil - Kiko Freitas, Nico Assumpção e Luiz Avellar                   | [ 3 ] |
| 2001 | Ciclos ao vivo - Luiz Avellar                                                               | [ 3 ] |
| 2001 | Paixão no peito - Renato Borguetti                                                          | [ 3 ] |
| 2002 | Improviso n° 1 - Edilson Ávila                                                              | [ 3 ] |
| 2002 | Da cor do pecado - Sanny Alves                                                              | [ 3 ] |
| 2002 | Malabaristas do Sinal Vermelho - João Bosco                                                 | [ 3 ] |
| 2003 | Josee Koning                                                                                | [ 3 ] |
| 2003 | João Bosco, Gonzalo Rubalcaba e Ivan Lins                                                   | [ 3 ] |
| 2003 | Acqua - Frank Solari                                                                        | [ 3 ] |
| 2003 | My favourite things - Luiz Avellar Trio                                                     | [ 3 ] |
| 2004 | Jamilly                                                                                     | [ 3 ] |
| 2004 | Karolina Vucidolac                                                                          | [ 3 ] |
| 2004 | Homenagem a Luiz Eça - Michel Legrand                                                       | [ 3 ] |
| 2004 | Wendy Luck - Jeff Andrews, Cliff Korman, Nelson Faria, Sérgio Galvão e Kiko Freitas         | [ 3 ] |
| 2005 | Vento Bravo - Nosso Trio                                                                    |       |
| 2005 | Paulinho Lêmos                                                                              |       |
| 2005 | Nos horizontes do mundo - Leila Pinheiro                                                    |       |
| 2006 | Arquitetura da flor - Francis Hime                                                          |       |
| 2006 | Nosso Trio- DVD Ao vivo                                                                     |       |
| 2006 | Ney Conceição                                                                               |       |
| 2006 | DVD Obrigado Gente ao vivo - João Bosco                                                     |       |
| 2006 | E por falar em acordeon - Chico Chagas                                                      |       |
| 2006 | Palavras de Guerra - Olivia Hime                                                            |       |
| 2006 | Desde el Silencio - Ariel Martins                                                           |       |
| 2006 | Obrigado Gente ao vivo - João Bosco                                                         |       |
| 2007 | Josee Koning                                                                                |       |
| 2007 | Ney Conceição                                                                               |       |
| 2007 | Coleção Jazz Café Brasil Vol. 4 e 5                                                         |       |
| 2012 | CHU (websingle) - Daniel Piquê                                                              | [ 3 ] |

## Prêmios e indicações

### Prêmio Açorianos
| Ano  | Categoria                   | Indicação    | Resultado |
| ---- | --------------------------- | ------------ | --------- |
| 1993 | Instrumentista de Percussão | Kiko Freitas | Indicado  |
| 1994 | Instrumentista de Percussão | Kiko Freitas | Venceu    |
| 1997 | Instrumentista de Percussão | Kiko Freitas | Venceu    |